# Lappeenranta Rajaritarit 2012
Questa voce raccoglie le informazioni riguardanti i Lappeenranta Rajaritarit nelle competizioni ufficiali della stagione 2012.

## II-divisioona 2012

### Stagione regolare
| Lappeenranta 20 maggio 2012, ore 15:00 1ª giornata | Lappeenranta Rajaritarit | 6 – 8 | Hämeenlinna Huskies | Ammattikoulun lämmitettävä kenttä |

| Mikkeli 27 maggio 2012, ore 15:00 2ª giornata | Mikkeli Bouncers | 21 – 30 | Lappeenranta Rajaritarit | Urpolan tekonurmi |

| Lahti 9 giugno 2012, ore 12:30 3ª giornata | Lahti Panthers | 43 – 20 | Lappeenranta Rajaritarit | Mukkulan keinonurmi |

| Lappeenranta 1º luglio 2012, ore 15:00 5ª giornata | Lappeenranta Rajaritarit | 0 – 51 | Hyvinkää Falcons | Lauritsalan kenttä |

| Lappeenranta 8 luglio 2012, ore 15:00 6ª giornata | Lappeenranta Rajaritarit | 18 – 20 | Mikkeli Bouncers | Lauritsalan kenttä |

| Hyvinkää 21 luglio 2012, ore 14:00 7ª giornata | Hyvinkää Falcons | 56 – 0 | Lappeenranta Rajaritarit | Perttulan kenttä |

| Lappeenranta 29 luglio 2012, ore 15:00 8ª giornata | Lappeenranta Rajaritarit | 8 – 6 | Lahti Panthers | Lauritsalan kenttä |

| Hämeenlinna 11 agosto 2012, ore 15:00 9ª giornata | Hämeenlinna Huskies | 0 – 12 | Lappeenranta Rajaritarit | Pullerin kenttä |

### Statistiche di squadra
| Competizione      | %Vittorie | In casa | In casa | In casa | In casa | In casa | In casa | In trasferta | In trasferta | In trasferta | In trasferta | In trasferta | In trasferta | Totale | Totale | Totale | Totale | Totale | Totale |
| Competizione      | %Vittorie | G       | V       | N       | P       | Pf      | Ps      | G            | V            | N            | P            | Pf           | Ps           | G      | V      | N      | P      | Pf     | Ps     |
| ----------------- | --------- | ------- | ------- | ------- | ------- | ------- | ------- | ------------ | ------------ | ------------ | ------------ | ------------ | ------------ | ------ | ------ | ------ | ------ | ------ | ------ |
| Stagione regolare | .375      | 4       | 1       | 0       | 3       | 32      | 85      | 4            | 2            | 0            | 2            | 62           | 120          | 8      | 3      | 0      | 5      | 94     | 205    |
| Totale            | .375      | 4       | 1       | 0       | 3       | 32      | 85      | 4            | 2            | 0            | 2            | 62           | 120          | 8      | 3      | 0      | 5      | 94     | 205    |